# Ba-wan
Ba-wan (chinês tradicional: 肉圓, pinyin: ròuyuán, Wade–Giles: jou4-yüan2, lit. ‘disco de carne’, chinês tradicional: 肉圓, pinyin: ròuyuán, Wade–Giles: jou4-yüan2, lit. ‘disco de carne’) é uma comida de rua típica de Taiwan. Ela é feita de um disco de massa translúcida feita de amido de batata-doce, com aproximadamente 6 a 8cm de diâmetro e um recheio salgado, servida com um molho agridoce. O recheio varia amplamente nas diferentes regiões de Taiwan, mas geralmente consiste de uma mistura de carne de porco, brotos de bambu e cogumelos shiitake. O ba-wan da região de Changhua é considerado o ba-wan "padrão", por ser a versão mais famosa e mais tipicamente servida e imitada da receita.

## História
Acredita-se que o ba-wan é originário do município de Beidou, no Condado de Changhua, e teria sido criado por um escriba chamado Fan Wan-chu (范萬居chinês tradicional: 范萬居, pinyin: Fàn Wànjū). A receita teria sido desenvolvida como uma comida rápida e simples para a população atingida por grandes enchentes, no ano de 1898. A pequena quantidade de ingredientes torna o alimento prático de ser preparado em tempos de escassez. Desde então, ba-wan se espalhou por toda a extensão do país e é, hoje em dia, considerada como um alimento nacional. O prato é amplamente vendido em barracas de rua taiwanesas e em mercados, por sua composição que torna-o relativamente simples de ser feito com antecedência e armazenado. Ele pode ser reaquecido rapidamente em óleo.

## Ingredientes
A massa do ba-wan é feita de amido de batata-doce e farinha de arroz. Algumas versões utilizam também farinha de inhame.
O recheio mais comum é feito de carne suína moída, temperada com cebola, cebolinha, sal, açúcar e pimenta, com a adição de brotos de bambu e shiitake. Camarões frescos ou secos também podem ser utilizados.
O molho adocicado que é despejado sobre a receita é feito de farinha de arroz, açúcar e molho de soja.